# تروي ديني
تروي ديني (بالإنجليزية: Troy Deeney)‏ (29 يونيو 1988 برمنغهام المملكة المتحدة - ) هو لاعب كرة قدم بريطاني، يلعب كمهاجم.

## وصلات خارجية
تروي ديني على موقع قاعدة بيانات كرة القدم.إي يو (الإنجليزية)
- تروي ديني على موقع Soccerbase.com (لاعب) (الإنجليزية)
- تروي ديني على موقع Soccerway.com (الإنجليزية)
- تروي ديني على موقع عالم كرة القدم.نت (الإنجليزية)
- تروي ديني على موقع AS.com (الإسبانية)